# Bernat I de Vilamur
Bernat I fou un noble català, IV Vescomte de Pallars (posteriorment de Vilamur), se sap que tenia béns a Aramunt, antic municipi avui abandonat. Casat amb Adelgarda, van tenir tres fills: Girbert, Arnau i Oliver. El primer, Gerbert, va heretar el càrrec del seu pare vers el 1056 i va morir al cap d'uns vint anys. Arnau el seu germà el va succeir.